# Wyldwood, Texas
Wyldwood là một nơi ấn định cho điều tra dân số (CDP) thuộc quận Bastrop, tiểu bang Texas, Hoa Kỳ. Năm 2010, dân số của nơi này là 2505 người.

## Dân số
- Dân số năm 2000: 2310 người.
- Dân số năm 2010: 2505 người.